# Anna Regina Tychsen
Anna Regina Tychsen, født Scholl (født 1. september 1853 i Bremen, død 21. november 1896 i København) var en dansk balletdanserinde.
Anna Regina Scholl kom 8 år gammel ind på balletskolen i København, debuterede 15 år gammel i en seguedilla, udførte 1868 den ene af kadetterne i Fjernt fra Danmark (den anden udførtes af frøken Schnell, senere fru Hennings), 1870 Victorine i Konservatoriet, og fra den tid, indtil hun 1889 tog sin afsked fra scenen, stod hun som en af den danske ballets fornemste støtter, fremragende ved sin tekniske, bravurmæssige færdighed, en fin og indtagende ynde i forbindelse med stor spændstighed og aplomb. I 1872 blev frøken Scholl solodanserinde og fik efterhånden på sit repertoire hovedpartier i alle Bournonvilles balletter: Sylfiden, Celeste i Toreadoren, Eliza i Konservatoriet, Ulla i Bellman, Ragnhild i Brudefærden, Andrea i Livjægerne, Teresina i Napoli og så videre. I 1887 optrådte Anna Regina Tychsen som gæst på operaen i Stockholm; 1876 havde hun ægtet V.E. Tychsen.